# Kornaka
Kornaka est une localité et une commune rurale du Niger, département de Dakoro, région de Maradi.

## Géographie
La localité de Kornaka est située sur la route nationale 30 à 51 km au sud du chef-lieu départemental Dakoro.
| Birni Lallé | Bader Goula |                  |
| Adjékoria   | Kornaka     | Guidan Amoumoune |
| Dan-Goulbi  | Sabon-Machi | Maïyara          |

## Histoire
La commune rurale de Kornaka instaurée en 2002, est issue d'une partie du canton de Kornaka.

## Population
Lors du recensement général de 2012, la population communale est relevée à 140 009 habitants, dont 7 070 habitants pour la localité chef-lieu communal.

## Localités
La commune s'étend sur 164 villages, 149 hameaux et deux camps au centre-est du département de Dakoro.

## Services et infrastructures
- Centre de Santé Intégré (CSI) à Kornaka, Alforma, Amadou Koron Dachi, Laléwa et Sakawa Moussa[5].
- Collège d'enseignement général (CEG) à Kornaka,
- Centre de formation des métiers (CFM) à Kornaka.